# Warren (New Hampshire)
Pour les articles homonymes, voir Warren.
Warren est une municipalité américaine située dans le comté de Grafton au New Hampshire. Selon le recensement de 2010, sa population est de 904 habitants.

## Géographie
La municipalité s'étend sur 49,05 milles carrés (127,04 km2), dont 0,58 milles carrés (1,5 km2) d'étendues d'eau.

## Histoire
La localité est fondée en 1763 et nommée en l'honneur de l'amiral Peter Warren,.